# Johanna Martzy
Johanna Martzy (n. 26 august 1924, Timișoara, România – d. 13 august 1979, Zürich, Elveția) a fost o cunoscută violonistă maghiară în deceniile al patrulea și al cincilea ale secolului al XX - lea.

## Biografia
Urmează în orașul natal cursuri de vioară sub îndrumarea celui mai cunoscut violonist al acelui timp, Josef Brandeisz (1896-1978), fost elev al lui Hubay Jenö (1858-1937), care o va recomanda fostului său profesor pentru desăvârșirea tehnicii violonistice. La vârsta de 10 ani ajunge la Budapesta, este îndrumată de fostul elev al celebrului Joachim, iar după decesul acestuia, trece la clasa lui Ferenc Gabriel.  Debutează la 13 ani cu Budapest Philarmonic Society Orchestra sub conducerea lui Willem Mengelberg. Oficial termină cursurile conservatorului budapestan în anul 1942.
Pe timpul celui de al Doilea Război Mondial a fost internată într-un lagăr din Austria, pe motive etnice, mama sa supraviețuind holocaustului în capitala Ungariei.
În anul 1947 ia premiul întâi la concursul internațional de la Geneva.
În 1947 părăsește Ungaria și se stabilește în Elveția. După căsătoria cu Béla de Csillery, va locui alternativ în Elveția și în Marea Britanie, unde soțul său lucra.
In 1959 divorțează de acesta și se va căsători cu Daniel Tschudi în anul 1960.
Va concerta pentru prima dată în Anglia la 1953 și în SUA la 1957.
Începând cu 1950 va înregistra la EMI, Deutsche Gramophon, Columbia, Universal Music LLC, etc.
Va fi solistă sub conducerea dirijorilor Georg Solti, Eugen Ormandy, Otto Klemperer, Igor Markevitch, Paul Kletzky, Ernest Ansermet, ș.a.
După 1994 înregistrările sale vor fi reluate pe CD. Discografia sa conține înregistrări individuale, dar și colaborări cu alți muzicieni, în mare parte de etnie maghiară. Interpretările sale au aprecieri controversate, dar dincolo de acestea, conform comentatorilor ei, merită atenție.
Moare de cancer în anul 1979, boala împiedecând-o să accepte solicitările de a concerta.